# Fissura anal
Una fissura anal és una ruptura o esquinçament en la pell del canal anal. Les fissures anals poden ser vistos pel sagnat anal brillant de color vermell en el paper higiènic, de vegades en el bany. Si és aguda sol causar dolor anal intens després de defecar, però si és crònica el dolor sol ser de menys intensitat. Les fissures anals generalment s'estenen des de l'orifici anal i es troben normalment en la línia mitjana posterior, probablement a causa de la que la paret anal en aquest lloc és més feble. La fissura pot ser de superficial a profunda, de vegades fins al múscul de l'esfínter subjacent.

## Causes i clínica
La majoria són causades per l'estirament de la mucosa anal més enllà de la seva capacitat.
Les fissures anals superficials o poc profundes s'assemblen molt a un tall fi, i poden ser difícils de detectar en la inspecció visual, en general, s'autocuren en un parell de setmanes. No obstant això, algunes fissures anals es tornen cròniques i profundes i no es curen. La causa més comuna de la no curació són els espasmes dels músculs de l'esfínter anal intern a causa del dolor en la defecació que es tradueix en l'alteració del subministrament de sang a la mucosa anal, la qual cosa estableix un cercle viciós dolor-espasme-dolor que impedeix la curació de la fissura i es cronifica.

## Tractament
Es recomana inicialment els mètodes no-quirúrgics per a les fissures anals agudes i cròniques. Aquestes mesures inclouen banys calents de seient, anestèsics tòpics, alt contingut de fibra en la dieta i laxants per tal d'estovar la femta.
El següent pas seria l'administració tòpica, en forma de pomada, de nitroglicerina o de blocadors dels canals de calci (nifedipina), o la injecció de toxina botulínica en l'esfínter anal.
Si amb les mesures anteriors no es resol, se sol recórrer al tractament quirúrgic: amb anestèsia raquídia o bé general, es practica una esfinterotomia lateral, fent una petita incisió al múscul de l'esfínter anal intern. L'operació te com a objectiu disminuir els espasmes de l'esfínter i d'aquesta manera restablir el subministrament normal de sang a la mucosa anal.